# Али-Терме
Али-Терме (итал. Alì Terme) — коммуна в Италии, расположена в регионе Сицилия, подчинена административному центру Мессина (провинция).
Население коммуны, на 01.01.2024 года, составляет 2315 человек, плотность населения ─ 364,34 чел./км². Коммуна занимает площадь 6,35 км².
Почтовый индекс — 98021. Телефонный код — 00942.
Покровителем города считается святой Рох. Праздник города ежегодно празднуется 16 августа.

## География
Коммуна Али-Терме возвышается вдоль побережья Ионического моря у подножия горного массива на юго-восточной стороне гор Пелоритани, которые простираются над морем и носят название Капо-Али.

## История
Поселение Али-Терме восходит к грекам и к 638 г. до н.э. Наличие термальных вод, вероятно, было основой его основания и названия. Ванны Гранаты известны уже во времена римлян, которые ценили их за целебную силу термальных вод. Даже философ Декарт говорил об этих превосходных водах против артрита.